# مارك موريس (لاعب هوكي الجليد)
مارك موريس (بالإنجليزية: Mark Morris)‏ هو لاعب هوكي الجليد أمريكي، ولد في 31 مارس 1958 في ماسينا في الولايات المتحدة.

## وصلات خارجية
- مارك موريس على موقع EliteProspects.com (الإنجليزية)
- مارك موريس على موقع HockeyDB.com (الإنجليزية)